# Armando Martínez
Armando Martínez Limendu  (ur. 29 sierpnia 1961 w Majagui) – kubański bokser, mistrz olimpijski z 1980 oraz wicemistrz świata z 1982.
W wieku 19 lat zdobył złoty medal na letnich igrzyskach olimpijskich w 1980 w Moskwie w wadze lekkośredniej (do 71 kg). W turnieju olimpijskim pokonał kolejno: Zygmunta Gosiewskiego, George’a Kabuto z Ugandy, Francisco de Jesusa z Brazylii, Jána Franka z Czechosłowacji i w finale Aleksandra Koszkina ze Związku Radzieckiego. 
Na mistrzostwach świata w 1982 w Monachium zdobył srebrny medal w wadze lekkośredniej, po wygraniu czterech walk, w tym z Detlefem Kästnerem z NRD i z Michaiłem Takowem z Bułgarii w półfinale (walkowerem) oraz porażce z Aleksandrem Koszkinem w finale.
Później nie prezentował już tak wysokiej formy i nie startował w wielkich imprezach międzynarodowych, choć walczył do 1989.